# Хонда Сивик (четвърто поколение)
През 1987 г. моделът на компанията Honda – Civic, търпи значителна промяна. Окачването на автомобила придобива напълно нова конфигурация, като отпред е с двойни носачи и независимо окачване отзад. Междуосието бива увеличено до 250 см, а дизайнът на купето се преправя така, че да бъде по-аеродинамично и да изпитва по-малко челно съпротивление.

## Япония
Базовият модел на четвъртото поколение на Civic е оборудван с 1.2-литров мотор с един разпределителен вал(SOHC), но този карбураторен двигател не се предлага на японския и американския пазар. Някои европейски страни като базова версия получават този двигател, а други 1.3-литров. В Япония базовата версия е задвижвана от точно този 1.3-литров отново карбураторен двигател с 82 конски сили познат там под имената 23L или 23U и като 1.3Luxe(или 1.3DX съкратено от Deluxe за Обединеното Кралство). Същия мотор се предлага и в модела Shuttle, продаван първоначално като „Honda Pro“.
1.5-литровия двигател излиза и се предлага в голям брой модели. Системата, която използва за връзкване на гориво е двуточкова (Dual-Point Injection) и се предлага с еднокамерни и двукамерни карбуратори. Този двигател се предлага на японския пазар под името 25X и 25XT. Японската версия на първоначално най-високото ниво на оборудване Si, използва двигателите D16A8 / A9, което са 1.6-литрови двигатели с два разпределителни вала(DOHC) 16 клапана.
В края на 1989 г. излиза на бял свят по-силната версия на модела наречена SiR, оборудвана с 1.6-литров B16A (160 к.с. @ 7600 об./мин.), с два разпределителни вала и VTEC система. Именно този двигател дава началото на така известната VTEC (Variable-valve Timing and Electronic Control) система за променливо газоразпределение. Осигурявайки два различни профила на разпределителния вал – един за икономия на гориво и един за висока производителност, се създава високо-оборотен атмосферен двигател с идеята да навлезе и в следващите модели на автомобилната компания. Със своето леко тегло, независимо окачване и мощен двигател, тази версия на автомобила бива добре приета в световен мащаб и получава много отличия, като това ѝ осигурява почитно място в историята за всепризнат автомобил в цял свят. Версията за европейския пазар бива обозначена като „1.6i-VT“, като използва малко по-слаб двигател B16A1, произвеждащ 150 к.с. и червена линия на 8200 об./мин., но имащ същият въртящ момент като този предназначен за японския пазар от 150 N·m. В Япония SiR версията с автоматична скоростна кутия съюо бива оборудвана с по-слабия B16A1 двигател.
Комби версията на модела, известна в Япония като Civic Shuttle, продължава да се произвежда до 1996 година. Дотогава моделът се продава под името „Honda Pro“, но след това бива изместен от наследника си „Honda Partner“.

## Северна Америка
През 1990 Civic претърпява фейслифт, като основните промени, които търпи са върху дизайна. Някои от нещата, които се променят са дизайна на предната броня, фаровете (премахнати са двата винта стоящи от външната страна), формата на конзолата около километража се променя, дизайнът на задните светлини, страничните лайстни стават по-тънки и повечето автомобили предназначени за американския пазар са оборудвани с предпазни колани с автоматичен механизъм заради направените промени в закона за движение по пътищата.

### Нива на оборудване

#### STD
„STD“ е базовата версия, която е с най-ниска цена и с най-нисък клас оборудване, интериор, мощност на двигателя и трансмисия. Той е достъпен само като хечбек и се предлага с двигател D15B1 16V SOHC, с многоточкова инжекционна система и 75 к.с., като има ограничител на катализатора, вграден в изпускателния колектор. Скоростните кутии са 4-степенна механична и 4-степенна автоматчна.

#### DX
„DX“ оборудването се предлага както в седан, така и в хечбек. За разлика от „LX“, „DX“ седановата версия се предлага с черни брони, различаващи се от цвета на самото купе. Хечбеците имат съответстващ с цвета на каросерията брони. Относно интериора можем да кажем, че седалките се предлагат само направени от плат. Версията е оборудвана с D15B2 двигател с 92 к.с. и с петстепенна ръчна и четиристепенна автоматична трансмисия.

#### LX
Предлага се само като седан, интериорът е на по-високо ниво като има оборотомер, електрически прозорци, електрически заключване на вратите, електрически огледала и часовник. Двигателят и скоростните кутии, с които се предлага „LX“ версията са същите като на „DX“.

#### EX
Предлага се само като седан през годините 1990 и 1991. Това е и върховата версия на Civic с „LX“ оборудването, но тук двигателят е 16-клапанов едновалов D16A6 (105 к.с.). Освен това размера на спирачните дискове отпред са увеличени на 26 см от 24 см стандартно при „STD, DX, LX“ и „Si“. Екземплярите произвеждани през1991 г. повече обороти на волана като обикновено те са 3,1 от край до край, а при тях са 4 пълни оборота.

#### Si
Първоначално „Si“ отсъства като оборудване в модела Civic, като присъства само в CRX за моделната година 1988. През 1989 г. това се променя и „Civic Si“ не само се появява, но и е дори със 108 конски сили, което го прави най-спортния хечбек на американския пазар. Двигателят е 16-клапанов едновалов D16A6. Цялата тази конфигурация тежи 1037 kg, постигайки впечатляващите за времето си 8,1 секунди от 0 до 100. 
Основните особености на оборудване, които предлага Si са електрическия шибидах, оборотомер, брони, чийто цвят съвпада с този на купето, по-голям диаметър на изпускателнта система, предни и задни стабилизиращи щанги, 14" железни джанти, по-дълбоки спортни седалки. Не се предлага хидравлика на волана и автоматична трансмисия (освен в Канада). Допълнителни опции, които може да получи собственикът са климатик, фарове за мъгла и алуминиеви лети джанти.
В сравнение с предходното поколение Civic, при Si се забелязва подобрение в управлението на автомобила, благодарение на новия тип окачване, който използват от компанията, и по-ниското съпротивление, което оказва купето спрямо вятъра, заради по-аеродинамичната ѝ форма. В края на 1989 г., Si преминава през лек фейслифт, променящ нейните предна и задна броня и стопове.

#### Комби
Комбито има произведени бройки които са само на предно задвижване, така и със задвижване на всички колела. Версията с четириколесно задвижване се задвижва от D16A6 двигател и оборудван с 6-степенна ръчна скоростна кутия или с 4-степенна автоматична. Версията с предно предаване е с D15B2 двигател и 5-степенна ръчна или 4-степенна автоматична трансмисия. Този тип каросерията се произвежда до 21 февруари 1996 г., когато бива заменен от Honda Orthia.

## Европа
За по-голямата част от Европа базовият модел на четвъртата генерация на Honda Civic e с 1.3-литров мотор, който не се предлага в САЩ.  Базовият модел е следван от 1.4 L (с два карбуратора и един разпределителен вал), който се предлага от 1988 г. до 1990 г., също така следват 1.5i GL и 1.5i GLX.
В зависимост от европейската страна моделът има и версия с 1.6-литров двигател, под имена 1.6i GT или 1.6i-16, като използват мотори с кодове D16Z5(124 к.с.) и D16A9(130 к.с.). В Европа „SiR“ се нарича 1.6i-VT и има подобен двигател на B16A1.

## Южна Африка
В Южна Африка моделът се продава под името Honda Ballade.

## Налични версии

#### Три врати
| Код на модела | от–до           | Код на двигателя | Кубатура        | kW(к.с.) @ об./мин. | Въртящ момент N⋅m @ об./мин. | Максимална скорост [км/ч] | Диаметър x Ход (бутало) [mm] | Компресия | VTEC | KAT | 0–100 км/ч |
| ------------- | --------------- | ---------------- | --------------- | ------------------- | ---------------------------- | ------------------------- | ---------------------------- | --------- | ---- | --- | ---------- |
| EC8           | 04.1988-09.1991 | D13B1            | 1,3 л (1343cm2) | 55(75) @ 6300       | 102 @ 3100                   | 168                       | 75.0 x 76.0                  | 9.0:1     | не   | не  | 11 сек.    |
| EC8           | 04.1988-09.1991 | D13B2            | 1,3 л (1343cm2) | 55(75) @ 6300       | 102 @ 3100                   | 168                       | 75.0 x 76.0                  | 9.0:1     | не   | да  | 11 сек.    |
| EC9           | 04.1988-09.1989 | D14A1            | 1,4 л (1396cm2) | 66(90) @ 6300       | 112 @ 4500                   | 175                       | 75.0 x 79.0                  | 9.3:1     | не   | не  | 9,6 сек.   |
| EE6 (CRX)     | 10.1989-1991    | D14A1            | 1,4 л (1396cm2) | 66(90) @ 6300       | 112 @ 4500                   | 175                       | 75.0 x 79.0                  | 9.3:1     | не   | да  | 9,6 сек.   |
| ED6           | 10.1989-09.1991 | D15B2            | 1,5 л (1493cm2) | 66(90) @ 6000       | 119 @ 4500                   | 178                       | 75.0 x 84.5                  | 9.2:1     | не   | да  | 9,6 сек.   |
| ED7           | 04.1988-09.1991 | D16A6            | 1,6 л (1590cm2) | 81(110) @ 6300      | 134 @ 5200                   | 192                       | 75.0 x 90.0                  | 9.1:1     | не   | да  | 8,9 сек.   |
| ED7           | 04.1988-09.1991 | D16Z2            | 1,6 л (1590cm2) | 81(110) @ 6300      | 134 @ 5200                   | 192                       | 75.0 x 90.0                  | 9.1:1     | не   | да  | 8,9 сек.   |
| ED9 (CRX)     | 10.1987-09.1989 | D16Z5            | 1,6 л (1590cm2) | 91(124) @ 6800      | 140 @ 5700                   | 208                       | 75.0 x 90.0                  | 9.5:1     | не   | да  | 8,5 сек.   |
| ED9 (CRX)     | 04.1988-12.1991 | D16A9            | 1,6 л (1590cm2) | 96(130) @ 6800      | 143 @ 5700                   | 212                       | 75.0 x 90.0                  | 9.5:1     | не   | не  | 7,5 сек.   |
| EE8 (CRX)     | 10.1989-12.1991 | B16A1            | 1,6 л (1595cm2) | 110(150) @ 7600     | 144 @ 7100                   | 208                       | 81.0 x 77.4                  | 10.2:1    | да   | да  | 7,3 сек.   |
| EE9           | 10.1989-09.1991 | B16A1            | 1,6 л (1595cm2) | 110(150) @ 7600     | 144 @ 7100                   | 222                       | 81.0 x 77.4                  | 10.2:1    | да   | да  | 7,2 сек.   |
| EF9           |                 | B16A             | 1,6 л (1595cm2) | 116(158) @ 7600     | 152 @ 7000                   | 180                       | 81.0 x 77.4                  | 10.2:1    | да   | да  | 7,3 сек.   |

## Външни източници
- Civic4G.com[неработеща препратка]

|  | Тази страница частично или изцяло представлява превод на страницата Honda Civic (fourth generation) в Уикипедия на английски. Оригиналният текст, както и този превод, са защитени от Лиценза „Криейтив Комънс – Признание – Споделяне на споделеното“, а за съдържание, създадено преди юни 2009 година – от Лиценза за свободна документация на ГНУ. Прегледайте историята на редакциите на оригиналната страница, както и на преводната страница, за да видите списъка на съавторите. ВАЖНО: Този шаблон се отнася единствено до авторските права върху съдържанието на статията. Добавянето му не отменя изискването да се посочват конкретни източници на твърденията, които да бъдат благонадеждни. |